# Норвид, Людвик
Людвик Норвид, полное имя Людвик Ян Ксаверий Норвид (1818, Страхувка, Мазовецкое воеводство — 1881, Варшава) — польский агроном, поэт, литературовед. Брат Циприана Камиля Норвида.

## Биография

### Детство
Он родился у Яна Норвида, герб Топора (1784–1835), и Людвики, урождённой Здзеборской (1798–1825), третьей жены его отца. У него было два брата и сестра — Циприан Камиль, Ксаверий и Паулина. После смерти матери о детях позаботилась их прабабушка Илария Собеска (1761–1830). В 1830 году семья Норвида переехала в Варшаву, где Людвик и его брат Циприан учились в Практическо-педагогической гимназии на ул. Лешно. После смерти Яна Норвида об осиротевших братьях и сестре позаботился Ксаверий Дыбовски (1770–1841), отчим Людвики. Дети не унаследовали никакого имущества от своих родителей.

### Взрослые годы
Людвик Норвид был выпускником Института сельского хозяйства. Интеллектуально развивался в основном самостоятельно, был самоучкой. В 1839 году он дебютировал в кругах варшавской богемы, в которую входил и его брат Циприан Камиль. Он был приверженцем товианства, с которым, вероятно, столкнулся ещё в Варшаве. Он находился под надзором царской полиции из-за подозрений в политических связях (в том числе с Августом Вильконским). В 1847 году он получил паспорт и отправился за границу в компании Петра Зелинского. В Париже он присоединился к кругу Юлиуша Словацкого, идеи которого были ему близки. В 1848 году он посетил своего брата в Риме. В 1858 году он выгодно женился, но вскоре растратил своё приданое. Он оставил жену в 1866 году, затем вернулся в Варшаву в 1869 году, где сначала жил за счёт родственников, а с 1876 году в богадельне. Несколько стихотворений, написанных в этот период, были напечатаны в газете «Kurjer Warszawski». В скудных художественных произведениях Людвика Норвида преобладала рефлексивная лирическая поэзия, выдержанная в тоне меланхолии и пессимизма.

### Отношения с братом
Братья были почти неразлучны в начале 1840-х годов, до такой степени, что произведения Людвика ошибочно приписывались Циприану, а Циприана — Людвику. Они вращались в близких кругах варшавской богемы. После отъезда Циприана за границу в 1842 году братья вели переписку, а Людвик выступал в качестве поверенного Циприана. В 1848 году Людовик посетил Циприана в Риме.